# Вельбарская культура

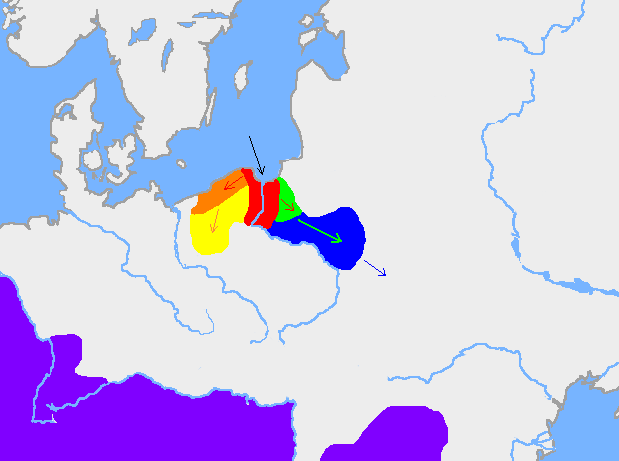
Эволюция оксывской культуры перед миграцией к Чёрному морю.
- оксывская культура,
- экспансия в Кашубское Поморье,
- экспансия в Познани,
- экспансия в Западной Пруссии,
- экспансия в Мазовии и Белоруссии,
- Римская империя.

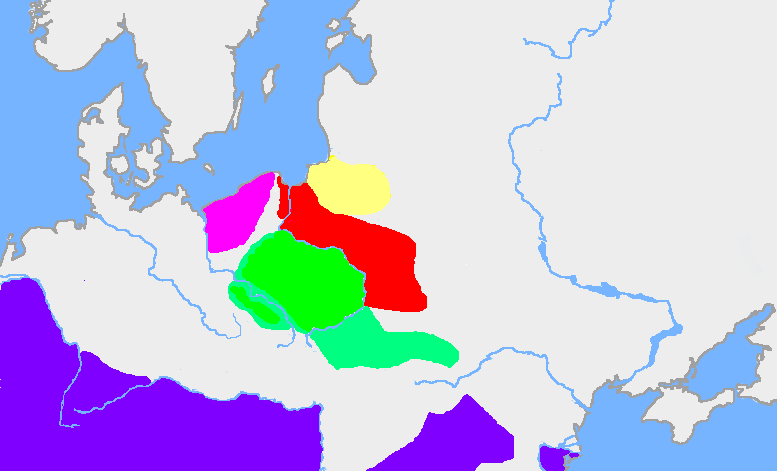
Археологические культуры первой половины III в н. э.
— вельбарская культура,
— ругии
— пшеворская культура,
— богачёвская культура,
— Римская империя.

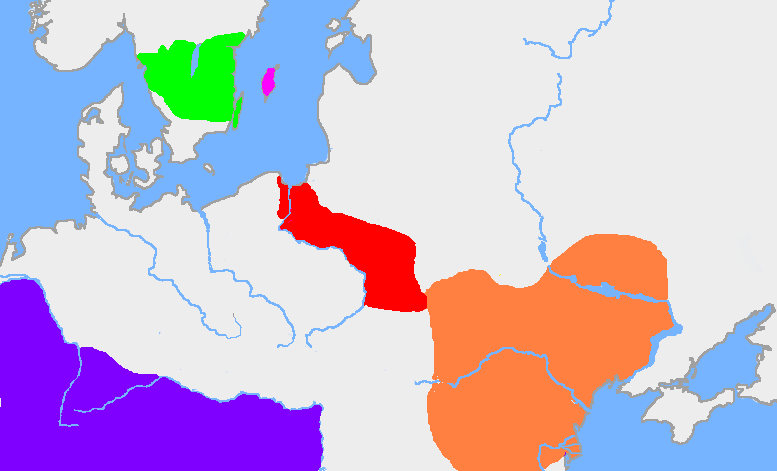
Вельбарская и черняховская культуры вт. пол. III века н. э.:
— Гёталанд
— Готланд
— вельбарская культура
— черняховская культура
— Римская империя

Вельба́рская культу́ра (восточнопоморско-мазовецкая культура, гото-гепидская культура и другие названия) — археологическая культура железного века, распространённая в северной Польше, юго-западной Белоруссии и северно-западной Украине. Появляется в 20-х годах II века, эволюционируя из оксывской культуры. Просуществовала до V века. Связана с черняховской культурой, сменяется пражской культурой. Обычно идентифицируется с готами.

## Территория
Занимала ту же территорию, что и её предшественница — оксывская культура: окрестности современных городов Гданьск и Хелмно. Её возникновение связывают с миграцией готов из Южной Швеции в Померанию. Со временем территория расширяется и достигает на юге окрестности современного города Познань. Приблизительно к 190 году н. э. в результате дальнейшей миграции на юг готы заселяют бассейн рек Висла и Западный Буг, потеснив (и частично инкорпорировав) местные племена поморской и зарубинецкой культур, (которые часто считают раннеславянскими или балто-славянскими). На восток Вельбарская культура не распространялась дальше Горыни.
К 250 году н. э. представители вельбарской культуры окончательно покинули Померанию и, продвигаясь на юг, достигли рек Днепр и Южный Буг на территории современной Украины, где совместно с местными сарматскими племенами они образовали черняховскую культуру. Позднейшие памятники вельбарской культуры на территории Белоруссии датируют IV веком, на территории Польши — V веком н. э.

## Памятники культуры
Собственно Вельбарк-Мальборк, а также Брест-Тришин, Петровичи, Дитиничи, Любовидз, Цецеле, Лепесовка.

## Этническая принадлежность
Вельбарскую культуру связывают с носителями восточногерманского языка: готами, гепидами, скирами.

## Палеогенетика
У представителей вельбарской культуры определены митохондриальные гаплогруппы H, H5, W, J2a, T2b и U3, U5b. Митохондриальные гаплогруппы вельбарцев (популяция Kow-OVIA) из польского Ковалевково (Kowalewko) сильно различаются у мужчин и женщин. По данным генетиков, женщины связаны с земледельцами раннего и среднего неолита, а мужчины связаны с железным веком Ютландии (JIA) и культурой колоколовидных кубков. Собранные результаты, похоже, согласуются с историческим повествованием, в котором предполагалось, что готы возникли в южной Скандинавии; затем, по крайней мере, часть готского населения переместилась на юг через территорию современной Польши к Черноморскому региону, где они смешались с местным населением и сформировали черняховскую культуру. Наконец, часть черняховского населения вернулась в юго-восточный регион современной Польши и создала археологическую формацию, называемую «Масломенчская группа».